# 皮亞庫亞尼山
14°06′03″S 70°47′04″W / 14.10083°S 70.78444°W
皮亞庫亞尼山（Piyacuyani），是秘魯的山峰，位於該國東南部普諾大區，由梅爾加省的努尼奧瓦區負責管轄，屬於韋爾卡努塔山脈的一部分，海拔高度約5,100米。